# Cleanthony Early
Cleanthony Early (ur. 17 kwietnia 1991 w Middletown) – amerykański koszykarz, występujący na pozycji skrzydłowego, obecnie zawodnik Sharks Antibes.
22 sierpnia 2019 dołączył do węgierskiego Atomerőmű SE. 11 października został zawodnikiem saudyjskiego Al Ahli Jeddah.
6 sierpnia 2020 zawarł umowę z Sharks Antibes, występującym w II lidze francuskiej (Pro-B).

## Osiągnięcia
Stan na 6 sierpnia 2020, na podstawie, o ile nie zaznaczono inaczej.
College
- Uczestnik:
  - rozgrywek:
    - NCAA Final Four (2013)
    - rundy 32 turnieju NCAA (2013, 2014)

  - konkursu wsadów NCAA (2014)[6]
- Mistrz:
  - turnieju konferencji Missouri Valley (2014)
  - sezonu regularnego konferencji Missouri Valley (2014)
- MVP Cancun Challenge Riviera Division (2013)
- Laureat nagrody MVC Newcomer of the Year (2013)
- Wybrany do:
  - I składu:
    - konferencji MVC (2013, 2014)
    - NJCAA All-American (2011, 2012)
    - turnieju:
      - NCAA All-Final Four (2013)
      - konferencji MVC (2014)
      - CBE Classic (2014)

  - II składu All-American (2014)
  - składu MVC All-Newcomer (2013)
- Zawodnik Roku NJCAA (2012)[7]